# Paul Schäfer
Paul Schäfer (Mainz, 1949. január 18. –) német politikus. 1983 és 1990 közt a Wissenschaft und Frieden (Tudomány és Béke) magazin szerkesztője volt.